# Flughafen Baikal

i7
i11
i13
Der Flughafen Baikal (russisch Аэропорт «Байка́л», IATA-Code: UUD, ICAO-Code: UIUU) ist der Flughafen der russischen Stadt Ulan-Ude und der größte der Teilrepublik Burjatien. Bis zu seiner Umbenennung 2008 hieß er Flughafen Ulan-Ude (Muchino) (russisch Улан-Удэ (Му́хино)). Den Namen Baikal trägt er wegen des ca. 75 km nordwestlich gelegenen Baikalsees.

## Geschichte
Im Jahr 1925 landete zum ersten Mal ein Flugzeug auf der Route Moskau – Peking auf dem Gebiet des Flughafens zwischen. Ein Jahr später, nämlich am 1. August 1926 startete der erste Linienflug aus Ulan-Ude nach Ulaanbaatar. Es landeten außerdem Flugzeuge auf den Routen Moskau – Wladiwostok und Irkutsk – Tschita hier zwischen. Am linken Ufer der Selenga begann bereits 1931 der Bau des neuen Flughafens. In den darauf folgenden Jahren 1935 bis 1941 entwickelte sich die Luftfahrt in Burjartien: Flugplätze wurden auch in anderen Städten der Teilrepublik gebaut. Im Jahre 1959 begann der Bau eines neuen Terminalgebäudes. Die Start- und Landebahn des Flughafens wurde 1971 instand gesetzt. Im Jahr 1983 wurde zum 60-jährigen Jubiläum der Republiksgründung das neue Terminalgebäude eingeweiht, welches bis heute Passagiere abfertigt. Es hatte damals eine Kapazität von 400 Passagieren pro Stunde.
Am 11. Dezember 1992 erhielt der Flughafen die Erlaubnis, internationale Flüge abzufertigen. Dennoch brach der Flugverkehr in den 1990er Jahren stark ein. So wurden die örtlichen Luftfahrtunternehmen in mehrere private Firmen aufgeteilt, unter anderem auch in die OAO Internationaler Flughafen Ulan-Ude (russisch ОАО «Международный аэропорт Улан-Удэ»), die neben dem Flughafen der Republikshauptstadt auf die Flugplätze der Orte Nischneangarsk, Taksimo und Bagdarin verwaltete. In der darauffolgenden Zeit konzentrierte man sich auf Frachtflüge, die auf ihren Routen nach Fernost in Ulan-Ude zwischenlandeten. Als russische Frachtfluggesellschaften ab 2005 kaum noch mit Iljuschin Il-76 flogen, entfiel dieses Geschäftsfeld und man konzentrierte sich auf Passagierflüge. Die Start- und Landebahn wurde 2007 rekonstruiert und mit einer Befeuerung ausgestattet, was dem Flughafen erlaubte, nun auch bei Nacht Flugzeuge abzufertigen. Ebenfalls 2007 übernahm die österreichische Investmentgesellschaft Airport International (gehörte damals zu Meinl) den Flughafen. Nach nur zwei Jahren wurde im April 2009 bekannt, dass Airports International nicht wirtschaftlich arbeite und sich von seinen Flughafenbeteiligungen trennen werde. Sie wurden über die Investmentbank Goldman Sachs verkauft.
Am 25. Mai 2011 erwarb die russische Investmentgruppe Metropol (russisch Метрополь) den Flughafen. In den darauffolgenden zwei Jahren wurden ca. 100 Mio. Rubel in die Modernisierung des Terminalgebäudes investiert. Unter anderem wurden die Aufenthaltsräume für die Passagiere stark vergrößert, der Bereich nach den Sicherheitskontrollen stark modernisiert und die Kapazitäten bei Passkontrollen und Grenzübergang erhöht. Im Mai 2016 wurde die Modernisierung des Flughafens in ein staatliches Programm zur sozialen und wirtschaftlichen Entwicklung des Fernen Ostens und der Baikalregion aufgenommen. Im August 2016 startete der Bau einer zweiten Start- und Landebahn mit einer Länge von 3400 m und einer Breite von 45 m. Insgesamt sollten rund 4 Mrd. Rubel investiert werden. Im September 2017 wurde bekannt, dass die russische Flughafenbetreibergesellschaft Novaport den Flughafen für einen nicht veröffentlichten Kaufpreis von der Metropol erworben hat.